# Скоростная железная дорога Хэфэй — Ухань
Пассажирская линия Хэфэй − Ухань (кит. 合武铁路 Hé-Wǔ tiělù) — высокоскоростная железная дорога длиной 350 км, соединяющая столицы  провинций Хубэй и Аньхой. Скорость движения 250 км/час. Дорога пущена в эксплуатацию 1 апреля 2009 года. По этой дороге стали ходить также экспрессы Шанхай - Нанкин - Хэфэй - Ухань. Поездка от Хэфэя до Уханя занимает около двух  часов. 

При пересечении гор Дабе в уезде Цзиньчжай, используются железнодорожные туннели.
В дальнейшем дорога станет частью Высокоскоростной пассажирской линией Шанхай — Ухань — Чэнду. Предыдущая секция с востока Хэфэй — Нанкин эксплуатируется с 2008 года; соседняя секция к западу Ухань — Ичан, с середины 2012 г.